# Xiuhpohualli
Il Xiuhpohualli (letteralmente, conto/pohualli degli anni/xiuhitl) era un calendario di 365 giorni usato dagli Aztechi e da altre civiltà precolombiane Nahua del Messico centrale. 

## Descrizione
Era composto da diciotto "mesi" da 20 giorni, chiamati veintena o metzli (termine nahuatl odierno per dire "mese") con un ulteriore periodo di 5 giorni alla fine dell'anno chiamato nemontemi. Il nome usato in età precolombiana per definirli è sconosciuto. Il termine azteco per dire "luna" è metzli, e questa parola è tuttora usata per indicare questo periodo di 20 giorni, spiegato dal missionario ed etnografo del XVI secolo Diego Durán:
Il calendario xiuhpohualli aveva degli antenati tra i vari calendari mesoamericani, ed il conto di 365 giorni è usato da molto tempo nella regione. La versione maya del xiuhpohualli è nota come haab', ed il periodo di 20 giorni eranoto come uinal. L'equivalente maya del nemontemi era il Wayeb'. Come le altre civiltà mesoamericane, gli Aztechi usavano anche un diverso calendario di 260 giorni chiamato tonalpohualli. L'equivalente maya del tonalpohualli era il tzolk'in. Insieme, questi calendari coincidevano ogni 52 anni, il cosiddetto "ciclo del calendario", che prendeva il via con la Cerimonia del Fuoco Nuovo. 
Gli anni aztechi prendevano il nome dall'ultimo giorno del diciottesimo mese secondo il calendario di 260 giorni tonalpohualli. Il primo anno del ciclo era quindi chiamato 2 Acatl e l'ultimo 1 Tochtli. Il ciclo solare era legato alle pratiche agricole ed aveva un ruolo di primo piano nella religione azteca, con ogni mese associato alla sua pratica religiosa ed alle sue feste agricole.
Ogni periodo di 20 giorni iniziava il giorno del Cipactli (coccodrillo) del tonalpohualli, per il quale veniva organizzata una festa. La diciottesima veintena è elencata sotto. Le date dello schema sono riportate dai primi testimoni oculari, Diego Durán e Bernardino de Sahagún. Entrambi scrissero quanto appresero dai Nahua. Le date di Sahagún precedono le osservazioni di Durán di molti decenni. Entrambe sono mostrate per enfatizzare il fatto che l'inizio del nuovo anno indiano non era uniforme a causa della mancanza di forza unitaria di Tenochtitlan dopo la sconfitta dei Mexica.
I mesi di 20 giorni (veintenas) del calendario solare azteco erano:
1. Izcalli
2. Atlcahualo o Xilomanaliztli
3. Tlacaxipehualiztli
4. Tozoztontli
5. Hueytozoztli
6. Toxcatl o Tepopochtli
7. Etzalcualiztli
8. Tecuilhuitontli
9. Hueytecuilhuitl
10. Tlaxochimaco o Miccailhuitontli
11. Xocotlhuetzi o Hueymiccailhuitl
12. Ochpaniztli
13. Teotleco o Pachtontli
14. Tepeilhiuitl o Hueypachtli
15. Quecholli
16. Panquetzaliztli
17. Atemoztli
18. Tititl

I cinque giorni inseriti alla fine dell'anno, e considerati sfortunati, erano:
- Nemontemi[1]

| Data di Duran                  | Data di Sahagun                 | Nome festa                      | Simbolo | Traduzione                              |
| ------------------------------ | ------------------------------- | ------------------------------- | ------- | --------------------------------------- |
| 1. 1º marzo - 20 marzo         | 1. 2 febbraio - 21 febbraio     | Atlcahualo, Cuauhitlehua        |         | Cessazione dell'acqua, Alberi crescenti |
| 2. 21 marzo - 9 aprile         | 2. 22 febbraio - 13 marzo       | Tlacaxipehualiztli              |         | Riti della fertilità; Xipe-Totec        |
| 3. 10 aprile - 29 aprile       | 3. 14 marzo - 2 aprile          | Tozoztonli                      |         | Piccola perforazione                    |
| 4. 30 aprile - 19 maggio       | 4. 3 aprile - 22 aprile         | Huey Tozotli                    | .       | Grande perforazione                     |
| 5. 20 maggio - 8 giugno        | 5. 23 aprile - 12 maggio        | Toxcatl                         | ..      | Siccità                                 |
| 6. 9 giugno - 28 giugno        | 6. 13 maggio - 1º giugno        | Etzalcualiztli.                 |         | Mangiare mais e fagioli                 |
| 7. 29 giugno - 18 luglio       | 7. 2 giugno - 21 giugno         | Tecuilhuitontli                 |         | Festa per i riveriti                    |
| 8. 19 luglio - 7 agosto        | 8. 22 giugno - 11 luglio        | Huey Tecuilhuitl                |         | Festa per i molto riveriti              |
| 9. 8 agosto - 27 agosto        | 9. 12 luglio - 31 luglio        | Miccailhuitontli                |         | Festa per i morti riveriti              |
| 10. 28 agosto - 16 settembre   | 10. 1º agosto - 20 agosto       | Huey Miccailhuitontli           |         | Festa per i morti molto riveriti        |
| 11. 17 settembre - 6 ottobre   | 11. 21 agosto - 9 settembre     | Ochpaniztli                     |         | Scopatura e pulitura                    |
| 12. 7 ottobre - 26 ottobre     | 12. 10 settembre - 29 settembre | Teotleco                        |         | Ritorno degli dei                       |
| 13. 27 ottobre - 15 novembre   | 13. 30 settembre - 19 ottobre   | Tepeilhuitl                     |         | Festa delle montagne                    |
| 14. 16 novembre - 5 dicembre   | 14. 20 ottobre - 8 novembre     | Quecholli                       |         | Piuma preziosa                          |
| 15. 6 dicembre - 25 dicembre   | 15. 9 novembre - 28 novembre    | Panquetzaliztli                 | ...     | Innalzamento delle bandiere             |
| 16. 26 dicembre - 14 gennaio   | 16. 29 novembre - 18 dicembre   | Atemoztli                       |         | Discesa delle acque                     |
| 17. 15 gennaio - 3 febbraio    | 17. 19 dicembre - 7 gennaio     | Tititl                          |         | Allungamento per la crescita            |
| 18. 4 febbraio - 23 febbraio   | 18. 8 gennaio - 27 gennaio      | Izcalli                         |         | Incoraggiamento per terra e persone     |
| 18u. 24 febbraio - 28 febbraio | 18u. 28 gennaio - 1º febbraio   | nemontemi (periodo di 5 giorni) |         | Giorni vuoti (senza nome)               |